# 513 př. n. l.

## Události
- Tažení Dareia I. proti Skytům.
- Dareios I. si podmaňuje Gety a východní Thrákii ve válce proti Skytům.
- Amyntás I. se podřídil Dareiovi I. a nabídl mu ženy jako konkubíny na perské velvyslanectví.

## Hlavy států
- Perská říše – Dareios I. (522–486 př. n. l.)